# Comuna Nosîkivka, Șarhorod
Nosîkivka (în ucraineană Носиківка) este o comună în raionul Șarhorod, regiunea Vinnița, Ucraina, formată din satele Andriivka și Nosîkivka (reședința).

## Demografie
Componența lingvistică a satului Nosîkivka
     Ucraineană (98,17%)
     Rusă (1,59%)
     Alte limbi (0,16%)
Conform recensământului din 2001, majoritatea populației satului Nosîkivka era vorbitoare de ucraineană (98,17%), existând în minoritate și vorbitori de rusă (1,59%).